# Macrocneme immanis
Macrocneme immanis là một loài bướm đêm thuộc phân họ Arctiinae, họ Erebidae.